# Schizonycha congoana
Schizonycha congoana är en skalbaggsart som beskrevs av Brenske 1898. Schizonycha congoana ingår i släktet Schizonycha och familjen Melolonthidae. Inga underarter finns listade i Catalogue of Life.